# معارض
المُعارض وجمعها المُعارضون / المُعارضات وتأنيثها المُعارضة هو شخص أو مجموعة أو حزب تأخذ قرارا أو موقفا أو رأيا عكسيا أو مكتفيا بالرفض من قرار المؤيد أو صاحب القرار أو الرأي أو الموقف أو الاثنين معا. ويقسم المعارض إلى ثلاث أقسام:
1-المعارض السلبي هو من عارض كل القرار أو الموقف أو الرأي.
2- المعارض الإيجابي هو من عارض جزء من القرار أو الراي أو الموقف.
3-المعارض العدائي  هو من اتخذ صاحب القرار واتباعه والمؤيدون عدوا له أو لهم شخصيا نتيجة لاسباب معينة.

## الأساليب المجازية التي يستخدمها المعارض في الصحافة
تتميز الصحافة المعارضة بمقالات وكتب تقدم ادعاءات معارضة للحدس، أو تهاجم ما يقال إنه حكمة تقليدية حول موضوع ما (عبارة منسوبة لـ جون كينيث جالبرايث). ويأخذ المجاز الذي يستخدمه المعارض التقليدي شكل «كل ما تعرفه عن الموضوع» س«غير صحيح».
ولقد أوردت مقالة نقدية لـ أليكس بارين في مجلة نيويورك عددًا من الأمثلة من بينها:
- يمتلك الهواة من المعرفة ما يفوق الخبراء (منسوبة لـ جيمس سيرويكي، حكمة الجبناء)
- الصبية هم الضحايا الأعظم للتمييز الجنسي (منسوبة لـ كريستينا هوف سومرز، الحرب ضد الصبية: كيف تضر الأنثوية المقنعة بشبابنا من الرجال)

مجلة سليت قامت بتجميع مجموعة من العناوين المعارضة المقترحة التهكمية على موقع تويتر. فلقد لاحظت الكاتبة جيوليت لابيدوس أنه "قد يكون من المعارضة من جانبنا أن نقول هذا، لكن البعض منها ألمعي حقًا.”
- يستحق فريق نيويورك يانكيس الإعجاب، ولكن ليس للأسباب التي تعتقد.
- وينجز: أفضل من فريق بيتلز، أو هما مختلفان فقط؟
- ما أبرز الصفات التي تميز الزرافة? تلميح: ليست الرقبة.

## المؤيدون والنقاد
تصف مجلة زا كونتراريان ميديا نفسها بأنها «نخب المفكرين الجانحين في كل مكان».
باول كروغمان انتقد "المعارضة دون عواقب" فيما يتعلق بالنقاش الدائر حول الاحترار العالمي، وبشكل خاص الخلاف حول كتاب سوبر فريككونميكس, قائلاً "إن رفض أنصار نظريته لتحمل مسؤولية محاولتهم الفاشلة للمعارضة ببراعة حول مسألة تغير المناخ، تعد عرضًا حزينًا للمشاهدة...فقد استعرضوا معارضتهم الجريئة، فهؤلاء يحاولون التملص من العواقب عندما يتضح أنهم كانوا مخطئين. زا إيكونومست ترى أن رد الفعل المنتقد لكتاب سوبر فريككونميكس يعد نهاية المعارضة كأسلوب شائع في الصحافة، وتستشهد في هذا بوصف مدونة كروكد تمبر للمعارضة بأنها "طريقة رخيصة تتيح للمتأخرين أيديولوجيًا باعتبار أنفسهم مثالاً للشجاعة ومفكرين مستقلين، في حين أنهم لم يواجهوا مطلقًا (أو يؤكدوا فعلاً) الحالة الراهنة."

## المعارضة والجواب السلبي
تختلف المعارضة عن مجرد المخالفة وعدم الاتفاق الأصلي في العديد من السياقات، مثل السياق الأكاديمي وصناعة السياسات والسياق الشخصي الاجتماعي وغير ذلك الكثير، وأحيانًا ما يتخذ البعض الموقف المعارض لدحض حجة شخص آخر والرد عليها بالسلب، وكما يتضح من كلمة «دحض حجة»، ليس الدافع هو تقديم وجهة نظر معارضة دقيقة، بل العكس، إنها محاولة مقنعة للظهور في موضع «الأفضل» باستخدام حجة المعارضة. وعادة ما تكون تلك الحجج واهية وتعتمد فقط على ى البلاغة بينما هي تعكس تشاؤم من يجيب بالسلب. ويقول البعض إنها محاولة لإنكار الدليل الواضح لا لشيء سوى تحقيق مكسب سياسي، مثلما يحدث في صناعات معينة عندما تتوصل إلى دليل مهمة حول سلامة الجمهور والمخاوف الصحية التي قد تؤثر على مبيعات الشركة في الصناعة. ويوجد شكل آخر لذلك في بعض منتديات الإنترنت، في التعليقات التي تشتمل على عبارات تشويهية أو بلاغية لاذعة مصاحبة لخلفية حقيقة أو منطق مجهول.
غالبًا ما يكون من يجيبون أجوبة سلبية أشخاصًا مزعجين، ويبدؤون كلامهم بكلمة «ولكن» ردًا على كلام الآخرين. فالعبارات التي تبدأ بكلمة الربط «ولكن» تكون محشوة في الغالب بعبارات منمقة قليلة المحتوى أو فاقدة المحتوى في مثل هذه السياقات ويقال إنه لا يبنغي أن يبدأ المرء أية عبارة بكلمة ربط، أي يبنغي ألا تبدأ الكلام بكلمة «ولكن». ويوجد بعض الخلاف الفني بشأن استخدام الروابط في بداية الجملة، ولكن، عند الممارسة، يمكن اعتبار أن كلمة «الجواب السلبي» تدل على الخرق الاجتماعي للتقليل من الآخرين مقابل تحقيق مكسب سلبي، فمثلاً تبين مأساة المشاعات كيف أنه يمكن أن تؤدي الأفعال السلبية في المجتمع إلى انحطاط صاحب تلك الأفعال، ومن ثم بالمثل يتضح سبب عدم لياقة الإجابة السلبية تجاه الآخرين.

## المعارضة في العلوم
ينطبق مصطلح «المعارض» في العلم غالبًا على هؤلاء الذين يرفضون الاتفاق العلمي العام حول مسألة معينة، وينطبق كذلك على العلماء الذين يتبعون إستراتيجيات بحثية رفضها معظم الباحثين في المجال. ويذيع صيت المخالفين خصوصًا في الحالات عندما يعتمد الدليل العلمي على الخلافات السياسية أو الاجتماعية أو الثقافية مثل الخلاف حول ردود أفعال السياسة تجاه تغير المناخ أو الخلقية مقابل التطور.
من أمثلة كتاب الموضوعات العلمية الذين يوصفون عمومًا بأنهم «معارضو» ديفيد بيرلنسكي، انتقد الآراء السائدة حول التطور، وريتشارد ليندزن، انتقد الاتفاق العلمي حول تغير المناخ. وكذلك بيورن لومبورج، الذي ادعى قبوله للاتفاق العلمي بشأن تغير المناخ، ولكنه كان يجادل ضد إجراءات تخفيفه، وكان يطلق عليه اسم «رجل الملصقات للاتجاه المخالف».
ولقد تكررت الإشارة إلى المعارضة العلمية إشارة إيجابية باعتبارها الشكوكية وإشارة ازدرائية باعتبارها مذهب الإنكار. ومن أمثلة الاستخدام الإيجابي التشكيك في تغير المناخ.

## أسلوب استثمار المعارض
يعتبر أسلوب استثمار المعارض أسلوبًا يقوم على تعريف وتوقع التحركات في أسعار الأسهم بما يعكس التغيرات في اتجاهات غالبية المستثمرين.